# Atheris acuminata
Atheris acuminata este o specie de șerpi din genul Atheris, familia Viperidae, descrisă de Broadley 1998. Conform Catalogue of Life specia Atheris acuminata nu are subspecii cunoscute.